# Erich Burgener
Erich Burgener (* 15. Februar 1951 in Raron, Kanton Wallis) ist ein ehemaliger Schweizer Fussballtorhüter, der jetzt als Torhütertrainer arbeitet.

## Spielerkarriere
Erich Burgener erlernte, noch bevor er mit dem Fussballspielen begonnen hatte, in dem Baugeschäft seines Vaters einen handwerklichen Beruf. Weder in seiner Schul-, noch in seiner Freizeit, hatte er je einen Gedanken an den Fussball verschwendet. Er hatte mehr Spass am Skifahren oder hütete das Eishockeytor. Erst mit 16 Jahren wagte er sich unregelmässig ins Fussballtor. Bereits ein Jahr später stieg er mit seinem Verein dem FC Raron in die erste Amateurklasse auf. Schnell wurde der Kanton-Nachbar FC Sion aus der Nationalliga auf den jungen Burgener aufmerksam. Doch ihnen war die Schweizer Torhüterlegende Frank Séchehaye zuvorgekommen. Ihm gelang es schnell, als Vermittler des Klub Lausanne-Sports Vater Burgener und den FC Raron von einem Wechsel zu überzeugen.
Nach über drei Jahren beim FC Raron wechselte Burgener 1970 für eine Ablösesumme von 50.000 Franken also zum Klub Lausanne-Sports. Allerdings brauchte der damals 19-Jährige einige Zeit um sich einzuleben und war somit zwei Jahre lang als Amateur nur zweite Wahl im Schweizer Spitzenklub. Doch bei seinem ersten Spiel gelang seiner Mannschaft gleich ein sensationeller 5:2-Sieg gegen den Grasshopper-Club aus Zürich. Mit einem ähnlich furiosen Sieg startete auch seine Karriere in der Nationalmannschaft am 22. Juni 1973. Zu diesem 1:0-Triumph über Schottland in Bern soll Burgener einen grossen Teil beigetragen haben. Eines seiner weiteren grossen Spiele machte er 1977, als er sein Tor im Londoner Wembley-Stadion sauber halten konnte und seine Mannschaft somit einen Punkt aus diesem legendären Stadion entführte.
Ein Jahr später brillierte er im UEFA-Cup gegen Ajax Amsterdam und blieb unbesiegt. Auch als er in Lausanne einen Halbprofi-Vertrag unterschrieben hatte, sah er seine Zukunft noch nicht im Fussball. Zwischen den Spielen mit dem Verein und der Nationalmannschaft hatte er seine Meisterprüfung mit Bravour bestanden und nannte als Ziel, einmal das Familienunternehmen in Raron zu übernehmen. Eine weitere Besonderheit des Linkshänders war, dass er fussballerisch durchaus im Stande war im Feld zu spielen. So geschah es beim Derby gegen Servette Genf. Burgener wurde als Mittelstürmer eingesetzt und konnte sogar ein Tor zur 2:1-Führung erzielen, jedoch kassierte sein Vertreter im Tor sechs Tore, sodass dieses Experiment von Trainer Miroslav Blažević, der die Stürmermisere beenden wollte, nicht wiederholt wurde.
Nach dem Pokalsieg 1981 wechselte er zu Servette Genf und gewann mit diesem Verein 1984 erneut den Pokal und 1985 den Landesmeistertitel.

## Trainerkarriere
Burgener war seit 2000 Torhütertrainer der Schweizer Nationalmannschaft. Im Juli 2008 wurde er von Willi Weber abgelöst.

## Erfolge
- Schweizer Meister: 1985.
- Schweizer Pokalsieger: 1981, 1984.

## Zitate
«Erich Burgener gehört ohne Zweifel zu den besten Torhütern im europäischen Raum. Die Mannschaft, deren Tor er hütet, spielt mit einem zusätzlichen Libero. Das blitzschnelle Erfassen der Situation bei gegnerischen Steilvorlagen gehört zu seinen Stärken. Bei hohen Flankenbällen oder Eckstössen ist dem 1,84 grossen Walliser ohnehin nicht beizukommen. Auch Flachschüsse bereiten ihm keine allzu grossen Schwierigkeiten. Nur vor Distanzschüssen, so gesteht er, hat er Bange, wenn sie kurz vor ihm aufsetzen.»

«Heute aber ist Erich ein perfekter Goalie, der sich würdig in die Schweizer Tradition der großen Torhüter einreihen darf.»